# 綠島 (昆士蘭州)
綠島（Green Island）是位於澳大利亞凱恩斯的一個珊瑚島，面積15公頃，距離凱恩斯大約27km遠，地處世界遺產範圍區域內。綠島是一個熱門的旅遊景點，島上有一座有46個房間的高級度假村。

## 外部連結
- Green Island Resort （页面存档备份，存于） - Queensland Holidays.

16°45′32″S 145°58′26″E / 16.75889°S 145.97389°E